# Lục Trinh truyền kỳ
Lục Trinh truyền kỳ là một bộ phim truyền hình do Trung Quốc sản xuất với sự tham gia của các diễn viên Triệu Lệ Dĩnh, Trần Hiểu, Dương Dung...

## Nội dung
Nhân vật Lục Trinh dựa trên cuộc đời của nữ quan thời Bắc Tề trong lịch sử Trung Quốc Lục Lệnh Huyện. Lục Trinh (Triệu Lệ Dĩnh) xuất thân gia đình thương nhân, mồ côi mẹ. Để trốn khỏi sự truy sát của mẹ kế, nàng dự tuyển tú nữ và nhập cung. Giữa chốn thâm cung, Lục Trinh rất cực khổ, cố gắng, nhờ thông tuệ mà làm đến chức nữ quan. Và sự kiên nhẫn, lương thiện của nàng cũng đã khiến thái tử Cao Trạm (Trần Hiểu) động lòng, nhưng mối tình gặp nhiều trắc trở bởi thân phận địa vị, sự đố kị, kẻ giết mẹ thái tử là Lâu thái hậu cùng những âm mưu quỷ kế, ái hận tình thù đều trút lên đầu Lục Trinh. Cuối cùng, nhờ sự dũng cảm và trí tuệ, Lục Trinh đã giúp thái tử vượt qua hàng loạt âm mưu, hành động tranh quyền đoạt vị của gia tộc Lâu thái hậu. Giúp thái tử lên ngôi, song vận mệnh khiến Cao Trạm không thể cho nàng danh phận. Nàng "gả" cho chính trị, phò tá ấu đế, trở thành nữ quan duy nhất trong lịch sử Trung Hoa.

## Diễn viên
- Triệu Lệ Dĩnh vai Lục Trinh
- Trần Hiểu vai Cao Trạm
- Kiều Nhậm Lương vai Cao Diễn
- Lưu Tuyết Hoa vai Lâu Thái hậu
- Trương Khả Di vai Lâu Thanh Tường
- Dương Dung vai Tiêu Hoán Vân.
- Đường Nghệ Hân vai Thẩm Bích
- Lý Y Hiểu vai Cao Tương

## Rating
| Nền tảng phát sóng         | Rating trung bình | Thị phần trung bình | Xếp hạng năm |
| Truyền hình vệ tinh Hồ Nam | 1.944             | 5,39                | 3            |